# Diego del Real
Diego Alan del Real Galindo (* 6. März 1994 in Monterrey) ist ein mexikanischer Leichtathlet, der sich auf den Hammerwurf spezialisiert hat. In dieser Disziplin ist er Inhaber des Nationalrekords.

## Sportliche Laufbahn
Diego del Real sammelte 2010 erste Erfahrungen in internationalen Wettkämpfen im Hammerwurf. Im Mai belegte er zunächst den sechsten Platz bei den Mexikanischen Meisterschaften der Erwachsenen. Anfang Juli trat er bei den U18-Meisterschaften Zentralamerikas und der Karibik in der Dominikanischen Republik an, bei denen er die Goldmedaille gewinnen konnte. Einen Monat später nahm er in Singapur an den erstmals ausgetragenen Olympischen Jugendspielen teil. Als Zehnter der Qualifikation verpasste er den Einzug in das A-Finale, entschied später dann allerdings das B-Finale für sich. 2011 trat er in Lille bei den U18-Weltmeisterschaften an und zog in das Finale ein. Dieses beendete er mit einer Bestweite von 72,21 m auf dem sechsten Platz. Kurz darauf nahm er in Florida an den U20-Panamerikameisterschaften teil und fügte dort seiner Medaillensammlung eine Silbermedaille hinzu. Im Oktober qualifizierte er sich mit gerade einmal 17 Jahren für die Panamerikanischen Spiele in seiner mexikanischen Heimat. Auf Anhieb zog er in das Finale ein, das er als Zehnter beendete. 2012 siegte del Real erstmals bei den Mexikanischen Meisterschaften der Erwachsenen. Seitdem kamen insgesamt sechs weitere Titel hinzu (2013–2014, 2016–2019). Im Juli gewann er die Goldmedaille bei den U20-Zentralamerika- und Karibikmeisterschaften, bevor er in Barcelona bei den U20-Weltmeisterschaften an den Start ging. Dort blieb er mit 69,56 m mehr als vier Meter hinter seiner Saisonbestleistung zurück und verpasste damit den Einzug in das Finale.
2013 nahm del Real in der Heimat an den Zentralamerika- und Karibikmeisterschaften teil und konnte dort die Silbermedaille gewinnen. Ende August trat er bei den U20-Panamerikameisterschaften in Kolumbien an, bei denen er sich den Titel sichern konnte. Ab der Saison 2014 startete del Real in der Altersklasse der Erwachsenen. Zunächst siegte er bei den U23-Meisterschaften der Nordamerikanischen Leichtathletikassociation. Ende November nahm er in Veracruz an den Zentralamerika- und Karibikspielen teil und belegte dort mit neuer Bestleistung von 69,84 m den vierten Platz. 2015 steigerte er seine Bestleistung bis auf 72,66 m. Im Juli trat er in Toronto zum zweiten Mal bei Panamerikanischen Spielen an. Diesmal belegte er im Finale den sechsten Platz. Anfang August gewann er die Bronzemedaille bei den Nordamerikameisterschaften in Costa Rica. 2016 warf del Real den Hammer im April auf eine Weite von 77,49 m. Damit gelang es ihm, sich für die Olympischen Sommerspiele in Rio de Janeiro zu qualifizieren. Diese Weite steht seitdem als seine persönliche Bestleistung und als Nationalrekords Mexikos zu Buche. In Brasilien schaffte er es schließlich, in das Finale einzuziehen, in dem er mit einer Weite von 76,05 m als Vierter knapp die Medaillenränge verpasste. Auf internationaler Ebene war dies sein bislang erfolgreichster Wettkampf.
2017 gelang es del Real, sich erstmals für die Weltmeisterschaften zu qualifizieren, zu denen er nach London reiste. Dort reichten seine 71,29 m aus der Qualifikation allerdings nicht, um in das Finale einzuziehen. Ende August trat er in Taipeh zur Universiade an. Dort gelang ihm der Finaleinzug, in dem er anschließend hingegen ohne gültigen Versuch blieb. 2018 nahm er zum zweiten Mal an den Zentralamerika- und Karibikspielen teil. Während er 2014 als Vierter noch knapp an den Medaillenplätzen scheiterte, konnte er diesmal die Goldmedaille gewinnen. 2019 nahm del Real zum zweiten Mal an den Panamerikanischen Spielen teil und erreichte, nach dem sechsten Platz 2015, diesmal den vierten Platz. Anfang Oktober nahm er in Doha an seinen zweiten Weltmeisterschaften teil. Auch diesmal verpasste er als Zehnter seiner Qualifikationsgruppe den Einzug in das Finale. 2021 verbesserte er im April seinen eigens aufgestellten Nationalrekord auf 78,68 m. Damit war er für die Teilnahme an seinen zweiten Olympischen Sommerspielen qualifiziert. In Tokio warf er den Hammer in der Qualifikation auf 75,17 m, womit er den 15. Platz belegte und das Finale knapp verpasste. 2022 trat er zu seinen insgesamt dritten Weltmeisterschaften an. In der Qualifikation kam er auf 74,12 m, womit der als 16. den Einzug in das Finale verpasste.
2023 trat del Real in San Salvador zum zweiten Mal bei den Zentralamerika- und Karibikspielen an. Nach Gold 2018 gewann er diesmal die Silbermedaille. Im August startete er dann bei den Weltmeisterschaften in Budapest. Dort zog er zum ersten Mal in ein WM-Finale ein. Darin blieb er dann allerdings hinter seiner Qualifikationsweite zurück und kam auf den zwölften und damit letzten Platz.

## Wichtige Wettbewerbe
| Jahr               | Veranstaltung                                  | Ort                | Platz              | Disziplin          | Weite              |
| Startet für Mexiko | Startet für Mexiko                             | Startet für Mexiko | Startet für Mexiko | Startet für Mexiko | Startet für Mexiko |
| ------------------ | ---------------------------------------------- | ------------------ | ------------------ | ------------------ | ------------------ |
| 2010               | U18-Zentralamerika- und Karibikmeisterschaften | Santo Domingo      | 1.                 | Hammerwurf (5 kg)  | 61,27 m            |
| 2010               | Olympische Jugendspiele                        | Singapur           | 9.                 | Hammerwurf (5 kg)  | 69,66 m            |
| 2011               | U18-Weltmeisterschaften                        | Lille              | 6.                 | Hammerwurf (5 kg)  | 72,21 m            |
| 2011               | U20-Panamerikameisterschaften                  | Miramar            | 2.                 | Hammerwurf (6 kg)  | 66,77 m            |
| 2011               | Panamerikanische Spiele                        | Guadalajara        | 10.                | Hammerwurf         | 59,41 m            |
| 2012               | U20-Zentralamerika- und Karibikmeisterschaften | San Salvador       | 1.                 | Hammerwurf (6 kg)  | 73,96 m            |
| 2012               | U20-Weltmeisterschaften                        | Barcelona          | 17.                | Hammerwurf (6 kg)  | 69,56 m            |
| 2013               | Zentralamerika- und Karibikmeisterschaften     | Morelia            | 2.                 | Hammerwurf         | 65,35 m            |
| 2013               | U20-Panamerikameisterschaften                  | Medellín           | 1.                 | Hammerwurf (6 kg)  | 72,99 m            |
| 2014               | Zentralamerika- und Karibikspiele              | Veracruz           | 4.                 | Hammerwurf         | 69,84 m            |
| 2015               | Panamerikanische Spiele                        | Toronto            | 6.                 | Hammerwurf         | 71,74 m            |
| 2015               | Nordamerikameisterschaften                     | San José           | 3.                 | Hammerwurf         | 70,83 m            |
| 2016               | Olympische Sommerspiele                        | Rio de Janeiro     | 4.                 | Hammerwurf         | 76,05 m            |
| 2017               | Weltmeisterschaften                            | London             | 26.                | Hammerwurf         | 71,29 m            |
| 2017               | Universiade                                    | Taipeh             |                    | Hammerwurf         | o.g.V. (Finale)    |
| 2018               | Zentralamerika- und Karibikspiele              | Veracruz           | 1.                 | Hammerwurf         | 74,95 m            |
| 2019               | Panamerikanische Spiele                        | Lima               | 4.                 | Hammerwurf         | 74,16 m            |
| 2019               | Weltmeisterschaften                            | Doha               | 21.                | Hammerwurf         | 73,15 m            |
| 2021               | Olympische Sommerspiele                        | Tokio              | 15.                | Hammerwurf         | 75,17 m            |
| 2022               | Weltmeisterschaften                            | Eugene             | 16.                | Hammerwurf         | 74,12 m            |
| 2023               | Zentralamerika- und Karibikspiele              | San Salvador       | 2.                 | Hammerwurf         | 74,57 m            |
| 2023               | Weltmeisterschaften                            | Budapest           | 12.                | Hammerwurf         | 72,56 m            |

## Leistungsentwicklung
- 2010: 55,37 m
- 2011: 59,41 m
- 2012: 62,75 m
- 2013: 66,63 m
- 2014: 69,84 m
- 2015: 72,66 m
- 2016: 77,49 m
- 2021: 78,68 m; (mexikanischer Rekord)